# Daphne aurantiaca
Daphne aurantiaca är en tibastväxtart som beskrevs av Friedrich Ludwig Diels. Daphne aurantiaca ingår i släktet tibaster, och familjen tibastväxter. Inga underarter finns listade i Catalogue of Life.